# SRB-IV
『SRB-IV』（エスアールビー・フォー）は、2022年6月15日に、日本のロックバンドACE COLLECTIONが自主レーベルSTARSEED Recordsからリリースした2作目のミニ・アルバム。

## 概要
前作『L.O.V.E.』以来約2年ぶり、配信アルバムとしては『December 9』以来約3年ぶりのリリースとなった。
本作は自主レーベル「STARSEED Records」からのリリースとなり、デジタルアルバムとして配信限定リリースされるが、本作を引っ提げて行われる東名阪でのライブACE COLLECTION LIVE TOUR 2022『SRB-IV』の会場にて数量限定でCD盤が販売される。CD盤のジャケットにはボーカルのたつや◎によるセルフライナーノーツが付属する。
2022年5月25日に、本作の発売に先駆けて収録曲「ドリームアサルト」が各音楽配信サービスにてリリースされた。
本作は奏脱退および、Mochi加入後に初めてリリースされた作品となった。

## 収録内容
| 全作詞: たつや◎、全作曲・編曲: ACE COLLECTION。 |                       |         |                |      |
| #                                               | タイトル              | 作詞    | 作曲・編曲     | 時間 |
| 1.                                              | 「STARSEED」          | たつや◎ | ACE COLLECTION | 4:32 |
| 2.                                              | 「ドリームアサルト」  | たつや◎ | ACE COLLECTION | 4:29 |
| 3.                                              | 「Teardrop」          | たつや◎ | ACE COLLECTION | 4:42 |
| 4.                                              | 「Med¥usA」           | たつや◎ | ACE COLLECTION | 4:40 |
| 5.                                              | 「Devil Wonderland」  | たつや◎ | ACE COLLECTION | 3:51 |
| 6.                                              | 「ALL DAY ALL NIGHT」 | たつや◎ | ACE COLLECTION | 4:26 |
| 合計時間:                                       | 合計時間:             | 26:40   |                |      |

## クレジット

### ACE COLLECTION
- たつや◎ - Vocal & Guitar
- LIKI - Guitar
- Mochi - Bass
- RIKU - Drums